# Osówko (województwo zachodniopomorskie)
Osówko (przed 1945 r. niem. Wutzow) – wieś w Polsce położona w województwie zachodniopomorskim, w powiecie białogardzkim, w gminie Tychowo. W latach 1975–1998 wieś należała do województwa koszalińskiego. Według danych UM, na dzień 31 grudnia 2014 roku wieś miała 98 stałych mieszkańców. Wieś wchodzi w skład sołectwa Wicewo. Jest najbardziej na zachód położoną miejscowością gminy.

## Położenie
Wieś leży ok. 3 km na zachód od Wicewa, ok. 1,5 km na wschód od drogi wojewódzkiej nr 163, nad rzeką Parsętą.

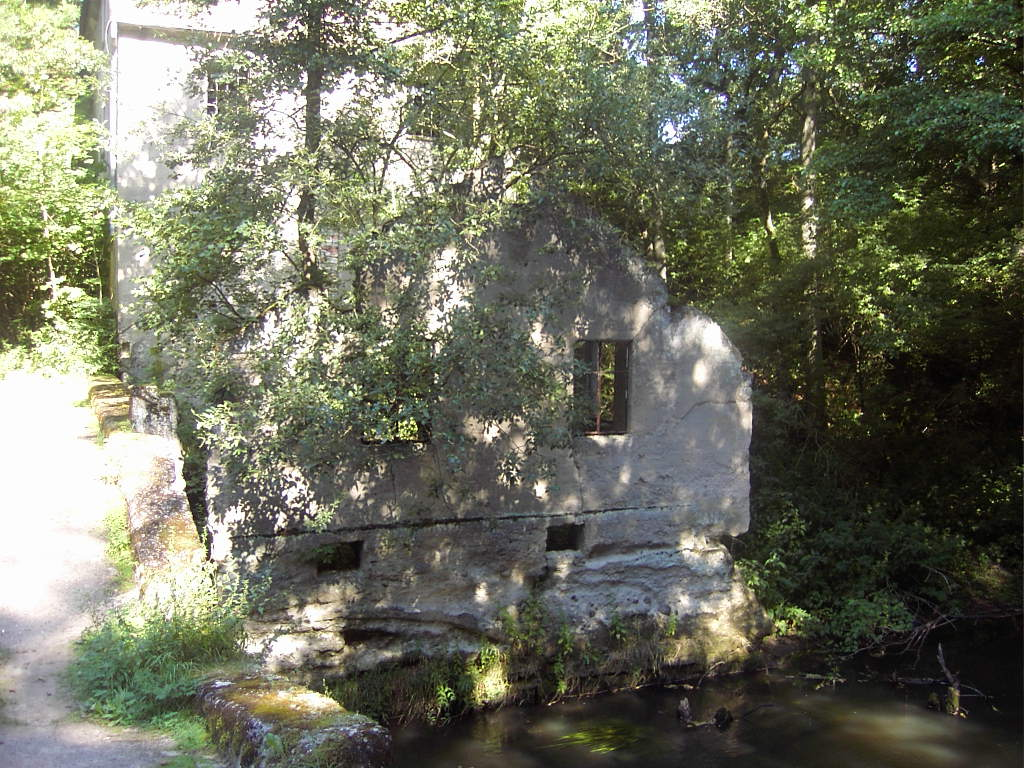
Ruiny starego młynu

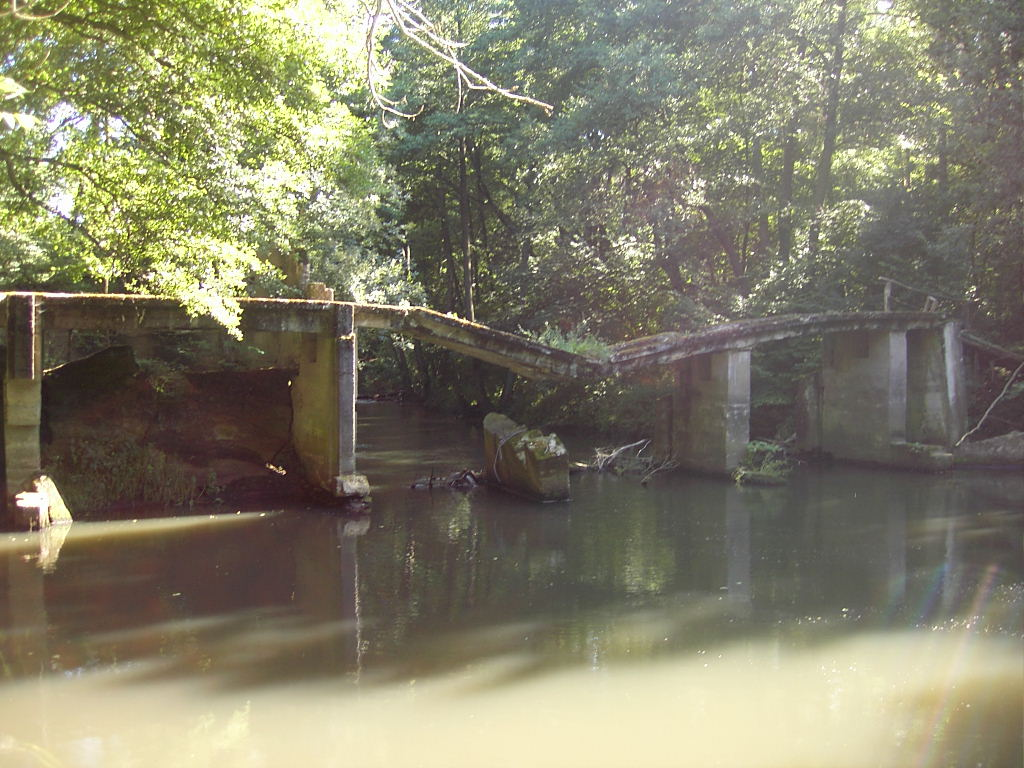
Stary Młyn w Osówku nad Parsętą

## Zabytki
- zabudowania gospodarcze o konstrukcji szkieletowej z przełomu XIX/XX wieku, zachowały się we wsi
- pozostałości po młynie z początku XX wieku, znajdują się na skraju wsi, nad rzeką Parsętą.

## Przyroda
Przełom rzeki Parsęty przez wysoczyznę morenową. Znaczne różnice wysokości pomiędzy dnem rzeki a krawędzią wysoczyzny (około 20 m na przestrzeni 100 m). Jest jednym z największych w Europie.

## Komunikacja
W miejscowości znajduje się przystanek komunikacji autobusowej.